# Asociación de Hockey de Gibraltar
La Asociación de Hockey de Gibraltar (The Gibraltar Hockey Association (GHA), en inglés y de manera oficial) es el organismo encargado de administrar y organizar el hockey sobre césped en Gibraltar. Fue fundada inicialmente fundado como la Civilian Hockey Association en 1948, sin embargo el hockey era jugado desde mucho antes por los militares británicos que se encontraban en Gibraltar.  Un año más tarde cambió su nombre a Gibraltar Hockey Association.

## Historia
Gibraltar tiene un tradición larga en el hockey europeo, en 1969 se convirtieron en miembros de la Federación Europea de Hockey (EHF) y desde entonces tanto la selección nacional como los clubes pueden participar de las competiciones europeas. Ese mismo año participó en la clasificación para el Campeonato Europeo de Clubes.
A lo largo de la historia como miembro de la EHF, Gibraltar ha conseguido algunos logros importantes como ganar las divisiones B y C a nivel de clubes y participar en la división A en nada menos que 4 ocasiones. El logro más importante sin embargo data de 1978, cuando la selección masculina se clasificó para el Campeonato Europeo de Hockey sobre Hierba Masculino de 1978 jugado en Hannover. Gibraltar terminó en la posición 12.° de 12 participantes, sin embargo esta sigue siendo la única vez que la selección ha participado en la competencia de máximo nivel a nivel de selecciones.
En años recientes, Gibraltar ha gozado de buenos resultados en la Copa Mediterránea en donde ha conseguido las medallas de palta y bronce en 1999 y 2001 respectivamente.
Gibraltar además puede presumir de haber tenido a lo largo de su historia un número significativo de umpires, directores técnicos, entrenadores y jueces con reconocimiento oficial de la Federación Internacional de Hockey (FIH).

## Selecciones nacionales

### Masculina
El Campeonato Europeo es la competencia de más alto nivel organizada por la EHF, se juega desde 1970. Gibraltar ha participado en la edición de 1978, siendo esta su única participación. Se clasificó en 1997 luego de vencer a la selección de Suiza. El primer gol de ese partido fue anotado por Albert Flores.

#### Clasificación para el Campeonato Europeo
Hasta antes de 2005, la clasificación al Campeonato Europeo no estaba determinado por el sistema de ascenso y descenso sino que era un proceso en el que podían intervenir todas las selecciones miembro de la EHF con la finalidad de alcanzar un cupo en la ronda final. A partir de 2005 se empezó a jugar con el formato de liga, con 2 equipos ascendidos de Campeonato Europeo II y 6 equipos del Campeonato Europeo de la edición anterior. Se espera que la edición de 2023 vuelva a introducir un sistema de clasificación en el que participen todas las selecciones. 
| Clasificación | Campeonato Europeo   | Pos. | PJ | PG | PE | PP | GF | GC | DG | Pts. | Estatus final |
| ------------- | -------------------- | --- | --- | --- | --- | --- | --- | --- | --- | --- | ------------- |
| 1977          | Hannover 1978        | 1.° | 1 | 1 | 0 | 0 | 4 | 0 | +4 | 3 | Clasificado   |
| 1982          | Amstelveen 1983      | ¿? | ¿? | ¿? | ¿? | ¿? | ¿? | ¿? | ¿? | ¿? | No clasificó  |
| 1986          | Moscú 1987           | No participó | No participó | No participó | No participó | No participó | No participó | No participó | No participó | No participó | No clasificó  |
| 1990          | París 1991           | 3.° | 2 | 0 | 0 | 2 | 0 | 13 | -13 | 0 | No clasificó  |
| 1994          | Dublín 1995          | ¿? | ¿? | ¿? | ¿? | ¿? | ¿? | ¿? | ¿? | ¿? | No clasificó  |
| Praga1998     | Padua 1999           | 3.° | 3 | 1 | 1 | 1 | 18 | 6 | +12 | 4 | No clasificó  |
| Dublín 2002   | Barcelona 2003       | 5.° | 5 | 2 | 1 | 2 | 15 | 12 | +3 | 7 | No clasificó  |
| No disputada  | Leipzig 2005         | Clasificación determinada mediante el sistema de liga por ascensos y descensos entre el Campeonato Europeo y el Campeonato Europeo II. | Clasificación determinada mediante el sistema de liga por ascensos y descensos entre el Campeonato Europeo y el Campeonato Europeo II. | Clasificación determinada mediante el sistema de liga por ascensos y descensos entre el Campeonato Europeo y el Campeonato Europeo II. | Clasificación determinada mediante el sistema de liga por ascensos y descensos entre el Campeonato Europeo y el Campeonato Europeo II. | Clasificación determinada mediante el sistema de liga por ascensos y descensos entre el Campeonato Europeo y el Campeonato Europeo II. | Clasificación determinada mediante el sistema de liga por ascensos y descensos entre el Campeonato Europeo y el Campeonato Europeo II. | Clasificación determinada mediante el sistema de liga por ascensos y descensos entre el Campeonato Europeo y el Campeonato Europeo II. | Clasificación determinada mediante el sistema de liga por ascensos y descensos entre el Campeonato Europeo y el Campeonato Europeo II. | Clasificación determinada mediante el sistema de liga por ascensos y descensos entre el Campeonato Europeo y el Campeonato Europeo II. | No clasificó  |
| No disputada  | Mánchester 2007      | Clasificación determinada mediante el sistema de liga por ascensos y descensos entre el Campeonato Europeo y el Campeonato Europeo II. | Clasificación determinada mediante el sistema de liga por ascensos y descensos entre el Campeonato Europeo y el Campeonato Europeo II. | Clasificación determinada mediante el sistema de liga por ascensos y descensos entre el Campeonato Europeo y el Campeonato Europeo II. | Clasificación determinada mediante el sistema de liga por ascensos y descensos entre el Campeonato Europeo y el Campeonato Europeo II. | Clasificación determinada mediante el sistema de liga por ascensos y descensos entre el Campeonato Europeo y el Campeonato Europeo II. | Clasificación determinada mediante el sistema de liga por ascensos y descensos entre el Campeonato Europeo y el Campeonato Europeo II. | Clasificación determinada mediante el sistema de liga por ascensos y descensos entre el Campeonato Europeo y el Campeonato Europeo II. | Clasificación determinada mediante el sistema de liga por ascensos y descensos entre el Campeonato Europeo y el Campeonato Europeo II. | Clasificación determinada mediante el sistema de liga por ascensos y descensos entre el Campeonato Europeo y el Campeonato Europeo II. | No clasificó  |
| No disputada  | Ámsterdam 2009       | Clasificación determinada mediante el sistema de liga por ascensos y descensos entre el Campeonato Europeo y el Campeonato Europeo II. | Clasificación determinada mediante el sistema de liga por ascensos y descensos entre el Campeonato Europeo y el Campeonato Europeo II. | Clasificación determinada mediante el sistema de liga por ascensos y descensos entre el Campeonato Europeo y el Campeonato Europeo II. | Clasificación determinada mediante el sistema de liga por ascensos y descensos entre el Campeonato Europeo y el Campeonato Europeo II. | Clasificación determinada mediante el sistema de liga por ascensos y descensos entre el Campeonato Europeo y el Campeonato Europeo II. | Clasificación determinada mediante el sistema de liga por ascensos y descensos entre el Campeonato Europeo y el Campeonato Europeo II. | Clasificación determinada mediante el sistema de liga por ascensos y descensos entre el Campeonato Europeo y el Campeonato Europeo II. | Clasificación determinada mediante el sistema de liga por ascensos y descensos entre el Campeonato Europeo y el Campeonato Europeo II. | Clasificación determinada mediante el sistema de liga por ascensos y descensos entre el Campeonato Europeo y el Campeonato Europeo II. | No clasificó  |
| No disputada  | Mönchengladbach 2011 | Clasificación determinada mediante el sistema de liga por ascensos y descensos entre el Campeonato Europeo y el Campeonato Europeo II. | Clasificación determinada mediante el sistema de liga por ascensos y descensos entre el Campeonato Europeo y el Campeonato Europeo II. | Clasificación determinada mediante el sistema de liga por ascensos y descensos entre el Campeonato Europeo y el Campeonato Europeo II. | Clasificación determinada mediante el sistema de liga por ascensos y descensos entre el Campeonato Europeo y el Campeonato Europeo II. | Clasificación determinada mediante el sistema de liga por ascensos y descensos entre el Campeonato Europeo y el Campeonato Europeo II. | Clasificación determinada mediante el sistema de liga por ascensos y descensos entre el Campeonato Europeo y el Campeonato Europeo II. | Clasificación determinada mediante el sistema de liga por ascensos y descensos entre el Campeonato Europeo y el Campeonato Europeo II. | Clasificación determinada mediante el sistema de liga por ascensos y descensos entre el Campeonato Europeo y el Campeonato Europeo II. | Clasificación determinada mediante el sistema de liga por ascensos y descensos entre el Campeonato Europeo y el Campeonato Europeo II. | No clasificó  |
| No disputada  | Boom 2013            | Clasificación determinada mediante el sistema de liga por ascensos y descensos entre el Campeonato Europeo y el Campeonato Europeo II. | Clasificación determinada mediante el sistema de liga por ascensos y descensos entre el Campeonato Europeo y el Campeonato Europeo II. | Clasificación determinada mediante el sistema de liga por ascensos y descensos entre el Campeonato Europeo y el Campeonato Europeo II. | Clasificación determinada mediante el sistema de liga por ascensos y descensos entre el Campeonato Europeo y el Campeonato Europeo II. | Clasificación determinada mediante el sistema de liga por ascensos y descensos entre el Campeonato Europeo y el Campeonato Europeo II. | Clasificación determinada mediante el sistema de liga por ascensos y descensos entre el Campeonato Europeo y el Campeonato Europeo II. | Clasificación determinada mediante el sistema de liga por ascensos y descensos entre el Campeonato Europeo y el Campeonato Europeo II. | Clasificación determinada mediante el sistema de liga por ascensos y descensos entre el Campeonato Europeo y el Campeonato Europeo II. | Clasificación determinada mediante el sistema de liga por ascensos y descensos entre el Campeonato Europeo y el Campeonato Europeo II. | No clasificó  |
| No disputada  | Londres 2015         | Clasificación determinada mediante el sistema de liga por ascensos y descensos entre el Campeonato Europeo y el Campeonato Europeo II. | Clasificación determinada mediante el sistema de liga por ascensos y descensos entre el Campeonato Europeo y el Campeonato Europeo II. | Clasificación determinada mediante el sistema de liga por ascensos y descensos entre el Campeonato Europeo y el Campeonato Europeo II. | Clasificación determinada mediante el sistema de liga por ascensos y descensos entre el Campeonato Europeo y el Campeonato Europeo II. | Clasificación determinada mediante el sistema de liga por ascensos y descensos entre el Campeonato Europeo y el Campeonato Europeo II. | Clasificación determinada mediante el sistema de liga por ascensos y descensos entre el Campeonato Europeo y el Campeonato Europeo II. | Clasificación determinada mediante el sistema de liga por ascensos y descensos entre el Campeonato Europeo y el Campeonato Europeo II. | Clasificación determinada mediante el sistema de liga por ascensos y descensos entre el Campeonato Europeo y el Campeonato Europeo II. | Clasificación determinada mediante el sistema de liga por ascensos y descensos entre el Campeonato Europeo y el Campeonato Europeo II. | No clasificó  |
| No disputada  | Ámsterdam 2017       | Clasificación determinada mediante el sistema de liga por ascensos y descensos entre el Campeonato Europeo y el Campeonato Europeo II. | Clasificación determinada mediante el sistema de liga por ascensos y descensos entre el Campeonato Europeo y el Campeonato Europeo II. | Clasificación determinada mediante el sistema de liga por ascensos y descensos entre el Campeonato Europeo y el Campeonato Europeo II. | Clasificación determinada mediante el sistema de liga por ascensos y descensos entre el Campeonato Europeo y el Campeonato Europeo II. | Clasificación determinada mediante el sistema de liga por ascensos y descensos entre el Campeonato Europeo y el Campeonato Europeo II. | Clasificación determinada mediante el sistema de liga por ascensos y descensos entre el Campeonato Europeo y el Campeonato Europeo II. | Clasificación determinada mediante el sistema de liga por ascensos y descensos entre el Campeonato Europeo y el Campeonato Europeo II. | Clasificación determinada mediante el sistema de liga por ascensos y descensos entre el Campeonato Europeo y el Campeonato Europeo II. | Clasificación determinada mediante el sistema de liga por ascensos y descensos entre el Campeonato Europeo y el Campeonato Europeo II. | No clasificó  |
| No disputada  | Amberes 2019         | Clasificación determinada mediante el sistema de liga por ascensos y descensos entre el Campeonato Europeo y el Campeonato Europeo II. | Clasificación determinada mediante el sistema de liga por ascensos y descensos entre el Campeonato Europeo y el Campeonato Europeo II. | Clasificación determinada mediante el sistema de liga por ascensos y descensos entre el Campeonato Europeo y el Campeonato Europeo II. | Clasificación determinada mediante el sistema de liga por ascensos y descensos entre el Campeonato Europeo y el Campeonato Europeo II. | Clasificación determinada mediante el sistema de liga por ascensos y descensos entre el Campeonato Europeo y el Campeonato Europeo II. | Clasificación determinada mediante el sistema de liga por ascensos y descensos entre el Campeonato Europeo y el Campeonato Europeo II. | Clasificación determinada mediante el sistema de liga por ascensos y descensos entre el Campeonato Europeo y el Campeonato Europeo II. | Clasificación determinada mediante el sistema de liga por ascensos y descensos entre el Campeonato Europeo y el Campeonato Europeo II. | Clasificación determinada mediante el sistema de liga por ascensos y descensos entre el Campeonato Europeo y el Campeonato Europeo II. | No clasificó  |
| No disputada  | Amstelveen 2021      | Clasificación determinada mediante el sistema de liga por ascensos y descensos entre el Campeonato Europeo y el Campeonato Europeo II. | Clasificación determinada mediante el sistema de liga por ascensos y descensos entre el Campeonato Europeo y el Campeonato Europeo II. | Clasificación determinada mediante el sistema de liga por ascensos y descensos entre el Campeonato Europeo y el Campeonato Europeo II. | Clasificación determinada mediante el sistema de liga por ascensos y descensos entre el Campeonato Europeo y el Campeonato Europeo II. | Clasificación determinada mediante el sistema de liga por ascensos y descensos entre el Campeonato Europeo y el Campeonato Europeo II. | Clasificación determinada mediante el sistema de liga por ascensos y descensos entre el Campeonato Europeo y el Campeonato Europeo II. | Clasificación determinada mediante el sistema de liga por ascensos y descensos entre el Campeonato Europeo y el Campeonato Europeo II. | Clasificación determinada mediante el sistema de liga por ascensos y descensos entre el Campeonato Europeo y el Campeonato Europeo II. | Clasificación determinada mediante el sistema de liga por ascensos y descensos entre el Campeonato Europeo y el Campeonato Europeo II. | No clasificó  |
| 2022          | Alemania 2023        | por disputarse | por disputarse | por disputarse | por disputarse | por disputarse | por disputarse | por disputarse | por disputarse | por disputarse | -             |

#### Resumen
A partir de 2005 la EHF empezó a jugar diversos campeonatos mediante un sistema de liga en el que las selecciones podían ganar ascensos y descensos, el Campeonato Europeo permaneció como el torneó de más alto nivel (primera división). Los campeonatos se juegan todos los años impares.
| Temporada                                                            | Nivel | Torneo                 | Sede       | Ronda                     | Pos.         | PJ           | PG           | PE           | PP           | GF           | GC           | DG           | Pts.         | A/D      |
| -------------------------------------------------------------------- | ----- | ---------------------- | ---------- | ------------------------- | ------------ | ------------ | ------------ | ------------ | ------------ | ------------ | ------------ | ------------ | ------------ | -------- |
| 1978                                                                 | 1     | Campeonato Europeo     | Hannover   | Definición del 11.° lugar | 12.°         | 7            | 0            | 1            | 6            | 4            | 27           | -21          | 1            |          |
| Se crea el sistema de campeonatos de hockey con ascensos y descensos |       |                        |            |                           |              |              |              |              |              |              |              |              |              |          |
| 2005                                                                 | 3     | Campeonato Europeo III | Vínnitsa   | Definición del 3.° lugar  | 3.°          | 5            | 3            | 0            | 2            | 19           | 12           | +7           | 9            |          |
| 2007                                                                 | 3     | Campeonato Europeo III | Kazán      | No participó              | No participó | No participó | No participó | No participó | No participó | No participó | No participó | No participó | No participó | Descenso |
| 2009                                                                 | 4     | Campeonato Europeo IV  | Bratislava | Grupo único               | 1.°          | 6            | 5            | 1            | 0            | 22           | 9            | +13          | 16           | Ascenso  |
| 2011                                                                 | 3     | Campeonato Europeo III | Catania    | Definición del 3.° lugar  | 3.°          | 5            | 3            | 0            | 2            | 17           | 17           | 0            | 9            |          |
| 2013                                                                 | 3     | Campeonato Europeo III | Lausana    | Definición del 5.° lugar  | 5.°          | 6            | 4            | 0            | 2            | 22           | 14           | +8           | 12           |          |
| 2015                                                                 | 3     | Campeonato Europeo III | Lisboa     | No participó              | No participó | No participó | No participó | No participó | No participó | No participó | No participó | No participó | No participó | Descenso |
| 2017                                                                 | 4     | Campeonato Europeo IV  | Lipovci    | Grupo único               | 1.°          | 4            | 4            | 0            | 0            | 32           | 5            | +27          | 12           | Ascenso  |
| 2019                                                                 | 3     | Campeonato Europeo III | Gibraltar  | Definición del 3.° lugar  | 3.°          | 5            | 2            | 2            | 1            | 14           | 8            | +6           | 8            |          |
| 2021                                                                 | 3     | Campeonato Europeo III | Lousada    |                           |              |              |              |              |              |              |              |              |              |          |

- 1 temporada en el Campeonato Europeo
- 0 Temporadas en el Campeonato Europeo II
- 7 Temporadas en el  Campeonato Europeo III
- 2 Temporadas en el  Campeonato Europeo IV

#### Entrenadores
- Alex Santos (1991)[12]

## Clubes gibraltareños en competiciones europeas
Actaualmente hay 6 clubes activos en Gibraltar:
- Grammarians HC fundado en 1951.
- Eagles HC fundado en 1958.
- Collegians HC funadado en 1952
- Bavaria Hawks HC fundado en 1989 como Hawks HC, sección femenina de Grammarians HC, independiente desde 1990, fusionado con Bavaria FCC en 2019.
- Lions Pirates HC
- Trafalgar HC
- Rock Gunners HC (desaparecido)

Los clubes gibraltareños han participado de los campeonato de clubes de la EHF, en muchas ocasiones. Sus participaciones más importantes incluyen 4 presencias en la Copa Europea de Campeones de Hockey sobre Hierba, predecesora de la Euroliga Masculina de Hockey Hierba. Además ha participado en la Copa Europa de Campeones de Copa de Hockey sobre Hierba. 

### Torneo masculino para campeones de liga
Inicialmente conocida como Copa Europea de Campeones de Hockey sobre Hierba era el máximo torneo a nivel europeo de clubes para campeones de liga, en la temporada 2007-08 pasó a ser la Euroliga Masculina de Hockey Hierba. En su conjunto, más de 4 competencias operaban bajo el sistema de ascensos y descensos. 
Existe evidencia de que los clubes gibraltareños participan desde la edición de 1969 en las rondas preliminares. Una publicación de Gibsport de 1991 da cuenta de las participaciones de Eagles HC en las ediciones 1971 y 72; y de Collegians HC en las ediciones 1974, 1976, 1978, 1979 y 1984.
Lista de resultado por temporada:
|  | Año en que la GHA tuvo dos clubes compitiendo a nivel europeo |

| Temporada | Nivel | Torneo         | Sede       | Club            | Ronda                                            | Pos.                                             | PJ                                               | PG                                               | PE                                               | PP                                               | GF                                               | GC                                               | DG                                               | Pts.                                             | A/D      |
| --------- | ----- | -------------- | ---------- | --------------- | ------------------------------------------------ | ------------------------------------------------ | ------------------------------------------------ | ------------------------------------------------ | ------------------------------------------------ | ------------------------------------------------ | ------------------------------------------------ | ------------------------------------------------ | ------------------------------------------------ | ------------------------------------------------ | -------- |
| 1980      | 1     | Copa Europea   | Barcelona  | Rock Gunners HC | Definición del 9.° lugar                         | 10.°                                             | 4                                                | 1                                                | 0                                                | 3                                                | 6                                                | 14                                               | -8                                               | 3                                                | Descenso |
| 1981      | 2     | Trofeo Europeo | Roma       | Rock Gunners HC | Definicióndel 5.° lugar                          | 6.°                                              | ¿?                                               | ¿?                                               | ¿?                                               | ¿?                                               | ¿?                                               | ¿?                                               | ¿?                                               | 3                                                |          |
| 1982      | 2     | Trofeo Europeo | Cardiff    | Rock Gunners HC | Final                                            | 1.°                                              | ¿?                                               | ¿?                                               | ¿?                                               | ¿?                                               | ¿?                                               | ¿?                                               | ¿?                                               | ¿?                                               | Ascenso  |
| 1983      | 1     | Copa Europea   | La Haya    | Rock Gunners HC | Definición del 7.° lugar                         | 8.°                                              | ¿?                                               | ¿?                                               | ¿?                                               | ¿?                                               | ¿?                                               | ¿?                                               | ¿?                                               | 0                                                | Descenso |
| 1984      | 2     | Trofeo Europeo | Viena      | Collegians HC   | Definición del 5.° lugar                         | 5.°                                              | ¿?                                               | ¿?                                               | ¿?                                               | ¿?                                               | ¿?                                               | ¿?                                               | ¿?                                               | ¿?                                               |          |
| 1985      | 2     | Trofeo Europeo | Banbridge  | Grammarians HC  | Definición del 5.° lugar                         | 5.°                                              | ¿?                                               | ¿?                                               | ¿?                                               | ¿?                                               | ¿?                                               | ¿?                                               | ¿?                                               | ¿?                                               |          |
| 1986      | 2     | Trofeo Europeo | Gotemburgo | Grammarians HC  | Final                                            | 2.°                                              | ¿?                                               | ¿?                                               | ¿?                                               | ¿?                                               | ¿?                                               | ¿?                                               | ¿?                                               | ¿?                                               | Ascenso  |
| 1987      | 1     | Copa Europea   | Tarrasa    | Grammarians HC  | Definición del 7.° lugar                         | 8.°                                              | 4                                                | 0                                                | 1                                                | 3                                                | 5                                                | 23                                               | -18                                              | 1                                                | Descenso |
| 1988      | 2     | Trofeo Europeo | Helsinki   | Grammarians HC  | Definición del 3.° lugar                         | 4.°                                              | ¿?                                               | ¿?                                               | ¿?                                               | ¿?                                               | ¿?                                               | ¿?                                               | ¿?                                               | ¿?                                               |          |
| 1989      | 2     | Trofeo Europeo | Lisburn    | Grammarians HC  | Definición del 3.° lugar                         | 3.°                                              | ¿?                                               | ¿?                                               | ¿?                                               | ¿?                                               | ¿?                                               | ¿?                                               | ¿?                                               | ¿?                                               |          |
| 1990-I    | 2     | Trofeo Europeo | Amiens     | Grammarians HC  | Definición del 3.° lugar                         | 3.°                                              | ¿?                                               | ¿?                                               | ¿?                                               | ¿?                                               | ¿?                                               | ¿?                                               | ¿?                                               | ¿?                                               |          |
| 1991-I    | 2     | Trofeo Europeo | Olten      | Grammarians HC  | Final                                            | 2.°                                              | ¿?                                               | ¿?                                               | ¿?                                               | ¿?                                               | ¿?                                               | ¿?                                               | ¿?                                               | ¿?                                               |          |
| 1992-I    | 2     | Trofeo Europeo | Gibraltar  | Grammarians HC  | Final                                            | 2.°                                              | ¿?                                               | ¿?                                               | ¿?                                               | ¿?                                               | ¿?                                               | ¿?                                               | ¿?                                               | ¿?                                               |          |
| 1993-I    | 2     | Trofeo Europeo | Havant     | Grammarians HC  | Definición del 5.° lugar                         | 5.°                                              | ¿?                                               | ¿?                                               | ¿?                                               | ¿?                                               | ¿?                                               | ¿?                                               | ¿?                                               | ¿?                                               | Descenso |
| 1994      | 3     | Desafío I      | Gibraltar  | Eagles HC       | Final                                            | 1.°                                              | ¿?                                               | ¿?                                               | ¿?                                               | ¿?                                               | ¿?                                               | ¿?                                               | ¿?                                               | ¿?                                               | Ascenso  |
| 1995      | 2     | Trofeo Europeo | Glasgow    | Grammarians HC  | Definición del 3.° lugar                         | 4.°                                              | ¿?                                               | ¿?                                               | ¿?                                               | ¿?                                               | ¿?                                               | ¿?                                               | ¿?                                               | ¿?                                               |          |
| 1996      | 2     | Trofeo Europeo | Praga      | Grammarians HC  | Final                                            | 2.°                                              | ¿?                                               | ¿?                                               | ¿?                                               | ¿?                                               | ¿?                                               | ¿?                                               | ¿?                                               | ¿?                                               | Ascenso  |
| 1997      | 1     | Copa Europea   | Ámsterdam  | Grammarians HC  | Definición del descenso                          | 7.°                                              | 4                                                | 0                                                | 0                                                | 4                                                | 7                                                | 18                                               | -11                                              | 0                                                | Descenso |
| 1998      | 2     | Trofeo Europeo | Brasschaat | Eagles HC       | Definición del 3.° lugar                         | 4.°                                              | ¿?                                               | ¿?                                               | ¿?                                               | ¿?                                               | ¿?                                               | ¿?                                               | ¿?                                               | ¿?                                               |          |
| 1999      | 2     | Trofeo Europeo | Milán      | Eagles HC       | Final                                            | 2.°                                              | ¿?                                               | ¿?                                               | ¿?                                               | ¿?                                               | ¿?                                               | ¿?                                               | ¿?                                               | ¿?                                               | Ascenso  |
| 2000      | 1     | Copa Europea   | Cannock    | Eagles HC       | Definición del descenso                          | 7.°                                              | 4                                                | 0                                                | 0                                                | 4                                                | 6                                                | 22                                               | -16                                              | 0                                                | Descenso |
| 2001      | 2     | Trofeo Europeo | Amberes    | Eagles HC       | Definición del descenso                          | 5.°                                              | ¿?                                               | ¿?                                               | ¿?                                               | ¿?                                               | ¿?                                               | ¿?                                               | ¿?                                               | ¿?                                               |          |
| 2002      | 2     | Trofeo Europeo | Wettingen  | Eagles HC       | Definición del descenso                          | 7.°                                              | ¿?                                               | ¿?                                               | ¿?                                               | ¿?                                               | ¿?                                               | ¿?                                               | ¿?                                               | ¿?                                               | Descenso |
| 2003      | 3     | Desafío I      | Sofía      | Eagles HC       | Definición del ascenso                           | 3.°                                              | ¿?                                               | ¿?                                               | ¿?                                               | ¿?                                               | ¿?                                               | ¿?                                               | ¿?                                               | ¿?                                               |          |
| 2004      | 3     | Desafío I      | Brest      | Grammarians HC  | Definición del ascenso                           | 3.°                                              | ¿?                                               | ¿?                                               | ¿?                                               | ¿?                                               | ¿?                                               | ¿?                                               | ¿?                                               | ¿?                                               |          |
| 2005      | 3     | Desafío I      | Zagreb     | Grammarians HC  | Definición del ascenso                           | 1.°                                              | ¿?                                               | ¿?                                               | ¿?                                               | ¿?                                               | ¿?                                               | ¿?                                               | ¿?                                               | ¿?                                               | Ascenso  |
| 2006      | 2     | Trofeo Europeo | Wettingen  | Collegians HC   | Definición del descenso                          | 7.°                                              | ¿?                                               | ¿?                                               | ¿?                                               | ¿?                                               | ¿?                                               | ¿?                                               | ¿?                                               | ¿?                                               | Descenso |
| 2007      | 3     | Desafío I      | Roma       | Grammarians HC  | Definición del descenso                          | 5.°                                              | ¿?                                               | ¿?                                               | ¿?                                               | ¿?                                               | ¿?                                               | ¿?                                               | ¿?                                               | ¿?                                               |          |
| 2008      | 3     | Desafío I      | Milán      | Grammarians HC  | No participó                                     | No participó                                     | No participó                                     | No participó                                     | No participó                                     | No participó                                     | No participó                                     | No participó                                     | No participó                                     | No participó                                     | Descenso |
| 2009      | 4     | Desafío II     | Lousada    | Grammarians HC  | No participó                                     | No participó                                     | No participó                                     | No participó                                     | No participó                                     | No participó                                     | No participó                                     | No participó                                     | No participó                                     | No participó                                     | Descenso |
| 2010      | 5     | Desafío III    | Atenas     | Grammarians HC  | Definición del ascenso                           | 1.°                                              | ¿?                                               | ¿?                                               | ¿?                                               | ¿?                                               | ¿?                                               | ¿?                                               | ¿?                                               | ¿?                                               | Ascenso  |
| 2010      | 6     | Desafío IV     | Albena     | Eagles HC       | Final                                            | 1.°                                              | ¿?                                               | ¿?                                               | ¿?                                               | ¿?                                               | ¿?                                               | ¿?                                               | ¿?                                               | ¿?                                               | Ascenso  |
| 2011      | 4     | Desafío II     | Gibraltar  | Grammarians HC  | Definición del ascenso                           | 1.°                                              | ¿?                                               | ¿?                                               | ¿?                                               | ¿?                                               | ¿?                                               | ¿?                                               | ¿?                                               | ¿?                                               | Ascenso  |
| 2012      | 3     | Desafío I      | Zagreb     | Eagles HC       | Semifinales                                      | 3.°                                              | ¿?                                               | ¿?                                               | ¿?                                               | ¿?                                               | ¿?                                               | ¿?                                               | ¿?                                               | ¿?                                               |          |
| 2012      | 4     | Desafío II     | Atenas     | Grammarians HC  | Definición del descenso                          | 5.°                                              | ¿?                                               | ¿?                                               | ¿?                                               | ¿?                                               | ¿?                                               | ¿?                                               | ¿?                                               | ¿?                                               |          |
| 2013      | 3     | Desafío I      | Praga      | Eagles HC       | Definición del descenso                          | 5.°                                              | ¿?                                               | ¿?                                               | ¿?                                               | ¿?                                               | ¿?                                               | ¿?                                               | ¿?                                               | ¿?                                               |          |
| 2014      | 3     | Desafío I      | Rakovník   | Grammarians HC  | Fase de grupos                                   | 7.°                                              | ¿?                                               | ¿?                                               | ¿?                                               | ¿?                                               | ¿?                                               | ¿?                                               | ¿?                                               | ¿?                                               | Descenso |
| 2014      | 4     | Desafío II     | Slagelse   | Eagles HC       | Fase de grupos                                   | 5.°                                              | ¿?                                               | ¿?                                               | ¿?                                               | ¿?                                               | ¿?                                               | ¿?                                               | ¿?                                               | ¿?                                               | Descenso |
| 2015      | 4     | Desafío II     | Lousada    | Grammarians HC  | Definición del ascenso                           | 3.°                                              | ¿?                                               | ¿?                                               | ¿?                                               | ¿?                                               | ¿?                                               | ¿?                                               | ¿?                                               | ¿?                                               |          |
| 2015      | 4     | Desafío II     | Lousada    | Eagles HC       | Definición del ascenso                           | 3.°                                              | ¿?                                               | ¿?                                               | ¿?                                               | ¿?                                               | ¿?                                               | ¿?                                               | ¿?                                               | ¿?                                               |          |
| 2016      | 4     | Desafío II     | Bratislava | Grammarians HC  | Definición del descenso                          | 7.°                                              | ¿?                                               | ¿?                                               | ¿?                                               | ¿?                                               | ¿?                                               | ¿?                                               | ¿?                                               | ¿?                                               |          |
| 2017      | 4     | Desafío II     | Gibraltar  | Grammarians HC  | Definición del ascenso                           | 3.°                                              | ¿?                                               | ¿?                                               | ¿?                                               | ¿?                                               | ¿?                                               | ¿?                                               | ¿?                                               | ¿?                                               |          |
| 2018      | 4     | Desafío II     | Lipovci    | Grammarians HC  | Definición del ascenso                           | 3.°                                              | ¿?                                               | ¿?                                               | ¿?                                               | ¿?                                               | ¿?                                               | ¿?                                               | ¿?                                               | ¿?                                               |          |
| 2019      | 4     | Desafío II     | Praga      | Grammarians HC  | Definición del ascenso                           | 3.°                                              | ¿?                                               | ¿?                                               | ¿?                                               | ¿?                                               | ¿?                                               | ¿?                                               | ¿?                                               | ¿?                                               | Ascenso  |
| 2019      | 6     | Desafío IV     | Kordin     | Eagles HC       | Definición del ascenso                           | 1.°                                              | ¿?                                               | ¿?                                               | ¿?                                               | ¿?                                               | ¿?                                               | ¿?                                               | ¿?                                               | ¿?                                               | Ascenso  |
| 2020      | 4     | Desafío I      | Lipovci    | Eagles HC       | Suspendido por la Pandemia de COVID-19 en Europa | Suspendido por la Pandemia de COVID-19 en Europa | Suspendido por la Pandemia de COVID-19 en Europa | Suspendido por la Pandemia de COVID-19 en Europa | Suspendido por la Pandemia de COVID-19 en Europa | Suspendido por la Pandemia de COVID-19 en Europa | Suspendido por la Pandemia de COVID-19 en Europa | Suspendido por la Pandemia de COVID-19 en Europa | Suspendido por la Pandemia de COVID-19 en Europa | Suspendido por la Pandemia de COVID-19 en Europa |          |
| 2021      | 4     | Desafío I      | Lipovci    | Eagles HC       | por disputarse                                   |                                                  |                                                  |                                                  |                                                  |                                                  |                                                  |                                                  |                                                  |                                                  |          |
| 2021      | 6     | Desafío III    | Alanya     | Grammarians HC  | por disputarse                                   |                                                  |                                                  |                                                  |                                                  |                                                  |                                                  |                                                  |                                                  |                                                  |          |

- 5 temporadas en la Copa Europea (hasta 2006-07 - 5)/ Euroliga (desde 2007-08 - 0) (1.° nivel)
- 18 temporadas en el Trofeo Europeo (hasta 2019 - 18)/Trofeo Europeo I (desde 2020 - 0) (2.° nivel)
- 9 temporadas en el Desafío I (hasta 2019 - 9)/Trofeo Europeo II (desde 2020 - 0) (3.° nivel)
- 11 temporadas en el Desafío II (hasta 2019 - 9)/Desafío I (desde 2020 - 2) (4.° nivel)
- 1 temporadas en el Desafío III (hasta 2019 - 1)/Desafío II (desde 2020 - 0) (5.° nivel)
- 3 temporadas en Desafío IV (hasta 2019 - 2)/Desafío III (desde 2020 - 1) (6.° nivel)
- 0 temporadas en el Desafío IV (desde 2020) (7.° nivel)

### Torneo masculino para campeones de copa
El segundo torneo más importante a nivel de clubes en la EHF era la Recopa de Europa de hockey sobre hierba, esta finalmente se fusionó con la antigua Copa Europea de Campeones de Hockey sobre Hierba para formar la Euroliga Masculina de Hockey Hierba. Operaba mediante un sistema de ascensos y descensos con otros torneos para campeones de copa de menor importancia. Si un equipo ganaba la liga local y además la copa, tomaba su lugar en la Copa Europea de Campeones, dejando su lugar en la Recopa de Europa para el subcampeón de la liga.
|  | Año en que la GHA tuvo dos clubes compitiendo a nivel europeo |

| Temporada | Nivel        | Torneo            | Sede         | Club           | Pos.         | A/D          |
| --------- | ------------ | ----------------- | ------------ | -------------- | ------------ | ------------ |
| 1990      | 1            | Recopa Europea    | Barcelona    | Eagles HC      | 6.°          | Descenso     |
| 1991-II   | 2            | Trofeo Europeo    | Gibraltar    | Eagles HC      | 2.°          |              |
| 1991-II   | 2            | Trofeo Europeo    | Gibraltar    | Collegians HC  | 5.°          |              |
| 1992-II   | 2            | Trofeo Europeo    | Swansea      | Eagles HC      | 2.°          |              |
| 1993-II   | 2            | Trofeo Europeo    | Zagreb       | Eagles HC      | 4.°          |              |
| 1994      | 2            | Trofeo Europeo    | Poznan       | Grammarians HC | 5.°          |              |
| 1995      | 2            | Trofeo Europeo    | Bruselas     | Eagles HC      | 5.°          |              |
| 1996      | 2            | Trofeo Europeo    | Gibraltar    | Eagles HC      | 5.°          |              |
| 1997      | 2            | Trofeo Europeo    | Llanishen    | Eagles HC      | 7.°          | Descenso     |
| 1998      | 3            | Desafío Europeo I | Zagreb       | Grammarians HC | 2.°          | Ascenso      |
| 1999      | 2            | Trofeo Europeo    | Wettingen    | Grammarians HC | 5.°          |              |
| 2000      | 2            | Trofeo Europeo    | Brest        | Grammarians HC | 7.°          | Descenso     |
| 2001      | 3            | Desafío Europeo I | Wrexham      | Grammarians HC | 1.°          | Ascenso      |
| 2002      | 2            | Trofeo Europeo    | Gibraltar    | Grammarians HC | 6.°          |              |
| 2003      | no participó | no participó      | no participó | no participó   | no participó | no participó |
| 2004      | 2            | Trofeo Europeo    | Viena        | Eagles HC      | 7.°          |              |
| 2005      | 2            | Trofeo Europeo    | Viena        | Collegians HC  | 5.°          |              |
| 2006      | 2            | Trofeo Europeo    | Viena        | Eagles HC      | 7.°          | Descenso     |
| 2007      | 3            | Desafío Europeo I | Corradino    | Eagles HC      | 3.°          |              |

- 1 temporadas en la Recopa Europea (1.° nivel)
- 13 temporadas en el Trofeo Europeo (2.° nivel)
- 2 temporadas en el Desafío Europeo I (3.° nivel)

### Torneo femenino para campeones de liga
| Temporada | Nivel | Torneo      | Sede      | Club           | Pos. |
| --------- | ----- | ----------- | --------- | -------------- | ---- |
| 1996      | 3     | Desafío I   | Bra       | Hawks HC       | 5.°  |
| 1997      | 3     | Desafío I   | Triglav   | Grammarians HC | 5.°  |
| 1998      | 3     | Desafío I   | Gibraltar | Grammarians HC | 5.°  |
| 2001      | 3     | Desafío I   | Gibraltar | Eagles HC      | 3.°  |
| 2005      | 3     | Desafío I   | Swansea   | Eagles HC      | 4.°  |
| 2006      | 3     | Desafío I   | Atenas    | Hawks HC       | 7.°  |
| 2013      | 5     | Desafío III | Oporto    | Eagles HC      | 3.°  |
| 2013      | 5     | Desafío III | Oporto    | Hawks HC       | 7.°  |
| 2014-B    | 5     | Desafío III | Oporto    | Eagles HC      | 4.°  |
| 2014-B    | 5     | Desafío III | Oporto    | Hawks HC       | 5.°  |
| 2015      | 5     | Desafío III | Praga     | Eagles HC      | 3.°  |
| 2016      | 5     | Desafío III | Gibraltar | Eagles HC      | 3.°  |
| 2016      | 5     | Desafío III | Gibraltar | Hawks HC       | 7.°  |

### Torneo femenino para campeones de copa
| Temporada | Nivel | Torneo         | Sede        | Club          | Pos. |
| --------- | ----- | -------------- | ----------- | ------------- | ---- |
| 2001      | 2     | Trofeo Europeo | Viena       | Collegians HC | 4.°  |
| 2006      | 2     | Trofeo Europeo | Villafranca | Eagles HC     | 7.°  |
| 2007      | 2     | Trofeo Europeo | Gibraltar   | Eagles HC     | 7.°  |

## Torneos locales
El deporte era practicado principalmente de manera masculina hasta mediados de 1990, cuando se creó una liga femenina.

### Liga masculina
Lista de campeones de la Liga de Hockey de Gibraltar:
| Temporada | Campeón        |
| --------- | -------------- |
| 1951-52   | desconocido    |
| 1952-53   | Grammarians HC |
| 1953-54   | Grammarians HC |
| 1954-55   | Grammarians HC |
| 1955-56   | Grammarians HC |
| 1956-57   | Grammarians HC |
| 1957-58   | Grammarians HC |
| 1958-59   | Grammarians HC |
| 1959-60   | Grammarians HC |
| 1960-61   | Grammarians HC |
| 1961-62   | desconocido    |
| 1962-63   | desconocido    |
| 1963-64   | desconocido    |
| 1964-65   | desconocido    |
| 1965-66   | desconocido    |
| 1966-67   | Grammarians HC |
| 1967-68   | Grammarians HC |
| 1968-69   | Grammarians HC |
| 1969-70   | Eagles HC      |

| Temporada | Campeón        |
| --------- | -------------- |
| 1970-71   | Eagles HC      |
| 1971-72   | desconocido    |
| 1972-73   | Collegians HC  |
| 1973-74   | desconocido    |
| 1974-75   | Collegians HC  |
| 1975-76   | desconocido    |
| 1976-77   | Collegians HC  |
| 1977-78   | Collegians HC  |
| 1978-79   | Rock Gunners   |
| 1979-80   | Rock Gunners   |
| 1980-81   | Rock Gunners   |
| 1981-82   | Rock Gunners   |
| 1982-83   | Collegians HC  |
| 1983-84   | Grammarians HC |
| 1984-85   | Grammarians HC |
| 1985-86   | Grammarians HC |
| 1986-87   | Grammarians HC |
| 1987-88   | Grammarians HC |
| 1988-89   | Grammarians HC |

| Temporada | Campeón        |
| --------- | -------------- |
| 1989-90   | Grammarians HC |
| 1990-91   | Grammarians HC |
| 1991-92   | Grammarians HC |
| 1992-93   | Eagles HC      |
| 1993-94   | Grammarians HC |
| 1994-95   | Grammarians HC |
| 1995-96   | Grammarians HC |
| 1996-97   | Eagles HC      |
| 1997-98   | Eagles HC      |
| 1998-99   | Eagles HC      |
| 1999-2000 | Eagles HC      |
| 2000-01   | Eagles HC      |
| 2001-02   | Eagles HC      |
| 2002-03   | Grammarians HC |
| 2003-04   | Grammarians HC |
| 2004-05   | Collegians HC  |
| 2005-06   | Grammarians HC |
| 2006-07   | Grammarians HC |
| 2007-08   | Grammarians HC |

##### 2008-09 en adelante
| Temporada                                       | Campeón        | Subcampeón     |
| ----------------------------------------------- | -------------- | -------------- |
| 2008-09                                         | Grammarians HC | Eagles HC      |
| 2009-10                                         | Grammarians HC | desconocido    |
| 2010-11                                         | Eagles HC      | Grammarians HC |
| 2011-12                                         | Eagles HC      | desconocido    |
| 2012-13                                         | Grammarians HC | Eagles HC      |
| 2013-14                                         | Eagles HC      | Grammarians HC |
| 2014-15                                         | Grammarians HC | desconocido    |
| 2015-16                                         | Grammarians HC | desconocido    |
| 2016-17                                         | Grammarians HC | desconocido    |
| 2017-18                                         | Grammarians HC | Eagles HC      |
| 2018-19                                         | Eagles HC      | Grammarians HC |
| 2019-20: suspendida por la pandemia de covid-19 |                |                |
| 2020-21                                         | Eagles HC      | Grammarians HC |
| 2021-22                                         | Gramarians HC  | Eagles HC      |
| 2022-23                                         | Gramarians HC  | Eagles HC      |

### Segunda División
| Temporada | Campeón             |
| --------- | ------------------- |
| 1990-91   | Eagles HC Res.      |
| 2007-08   | Grammarians HC Res. |
| 2012-13   | Eagles HC Res.      |
| 2020-21   | Eagles HC Res.      |
| 2022-23   | Grammarian HC Res.  |

### Liga femenina
Lista de campeones de la Liga Femenina de Hockey de Gibraltar:
| Temporada | Campeón        |
| --------- | -------------- |
| 1989-90   | desconocido    |
| 1990-91   | Wives United   |
| 1991-92   | Grammarians HC |
| 1992-93   | desconocido    |
| 1993-94   | desconocido    |
| 1994-95   | Hawks HC       |
| 1995-96   | Grammarians HC |
| 1996-97   | Grammarians HC |
| 1997-98   | desconocido    |
| 1998-99   | desconocido    |
| 1999-2000 | Eagles HC      |

| Temporada | Campeón     |
| --------- | ----------- |
| 2000-01   | desconocido |
| 2001-02   | desconocido |
| 2002-03   | desconocido |
| 2003-04   | Eagles HC   |
| 2004-05   | Hawks HC    |
| 2005-06   | desconocido |
| 2006-07   | Eagles HC   |
| 2007-08   | desconocido |
| 2008-09   | Lions Hawks |
| 2009-10   | desconocido |
| 2010-11   | desconocido |

| Temporada | Campeón          |
| --------- | ---------------- |
| 2011-12   | Eagles HC        |
| 2012-13   | Hawks HC         |
| 2013-14   | Eagles HC        |
| 2014-15   | desconocido      |
| 2015-16   | Eagles HC        |
| 2016-17   | desconocido      |
| 2017-18   | desconocido      |
| 2018-19   | Bavaria Hawks    |
| 2019-20   | suspendida       |
| 2020-21   | Europa Ladies HC |
| 2021-22   | Europa Ladies HC |
| 2022-23   | Europa Ladies HC |

### Hockey 9
| Año  | Masculino      | Masculino       | Masculino       | Femenino           | Femenino  | Femenino         |
| Año  | Campeón        | Resultado       | Subcampeón      | Campeón            | Resultado | Subcampeón       |
| ---- | -------------- | --------------- | --------------- | ------------------ | --------- | ---------------- |
| 2020 | Grammarians HC | 2 - 2 (1 - 0 p) | Eagles Black HC | Bavaria Hawks Pink | 1 - 0     | Eagles Ladies HC |
| 2021 | Grammarians HC | Liga            | Eagles HC       | Europa Ladies      | Liga      | Eagles Ladies HC |

### Otras copas
- Trofeo Masculino 2008-09: Eagles Tangerines[45]
- Copa de Primera División 2007-08: Grammarians HC[46]
- Copa de Primera División 2021-22: Grammarians HC
- Copa de Primera División 2023-24: Eagles HC[47]
- Copa de Segunda División 2007-08:[48]
- Copa de Segunda División 2023: Collegians[49]
- Trofeo Femenino 2008-09: Eagles HC[50]
- Copa Femenina 2007-08: Eagles HC[51]
- Copa Femenina 2022: Bavaria 1 - 0 Europa[52]
- Copa Femenina 2023: Europa 2 - 1 Bavaria[47]
- Ladies Cup 2016: Hawks Ladies 1 - 0 Eagles[53]
- Ladies Cup 2017: Eagles HC 4 - 4 Hawks HLC[54]
- Men's Cup 2017: Eagles HC 2 - 1 Grammarian Reserves[54]
- Luis Romero Trophy 2019: Hawks Falcons[55]
- Albert Ramagge Cup 2019: Grammarians HC[55]

### Copas de inicio de temporada
| Año  | Eddie Byrne XI Cup (masculino) | Eddie Byrne XI Cup (masculino) | Eddie Byrne XI Cup (masculino) | President XI Cup (Femenino) | President XI Cup (Femenino) | President XI Cup (Femenino) |
| Año  | Campeón                        | Resultado                      | Subcampeón                     | Campeón                     | Resultado                   | Subcampeón                  |
| ---- | ------------------------------ | ------------------------------ | ------------------------------ | --------------------------- | --------------------------- | --------------------------- |
| 2018 | Eagles HC                      | -                              | Eddie Byrne XI                 | Bavaria Hawks               | -                           | President XI                |
| 2020 | Eagles HC                      | 0 - 0                          | Eddie Byrne XI                 | Bavaria Hawks               | 2 - 1                       | President XI                |
| 2021 | Eagles HC                      | 4 - 2                          | Eddie Byrne XI                 | President XI                | 1 - 0                       | Europa Ladies HC            |
| 2022 | Eddie Byrne XI                 | 6 - 2                          | Grammarians HC                 | President XI                | 1 - 0                       | Europa Ladies HC            |
| 2023 | Grammarians HC                 | 5 - 1                          | Eddie Byrne XI                 | President XI                | 1 - 0                       | Europa Ladies HC            |

## Presidentes
- Lolo Rocca (dimite en 1991)[63]
- Eric Abudarham (empieza en 1991)[63]
- Peter Pizarro (durante 2008)[64]
- Carl Ramagge (durante 2017)[65]